# Saint-Paul-des-Landes
Saint-Paul-des-Landes è un comune francese di 1 452 abitanti situato nel dipartimento del Cantal nella regione dell'Alvernia-Rodano-Alpi.

## Società

### Evoluzione demografica
Abitanti censiti